# Villy Fuglsang
Villy Fuglsang også kendt som Fuglen (17. april 1909 på Radstrupgaard i Marslev – 5. september 2005 i Aalborg) var en dansk kommunist, spaniensfrivillig (1936-1938), kz-fange (1943-1945), folketingsmedlem for DKP i sammenlagt 18 år, og medlem af centralkomiteen for Danmarks Kommunistiske Parti i 51 år (1939-1990). Han meldte sig ind i Danmarks Kommunistiske Ungdom i 1928, og var aktiv kommunist til sin død i 2005.

## Liv
Fuglsang var søn af fodermester Peder Rasmussen Fuglsang og Gjertrud Marie Elisabeth, hans forældre var blevet viet i Stenstrup Sogn i marts 1905.
Fuglsang arbejdede som fodermester 1926-1935 og avancerede samtidig hurtigt op i Danmarks Kommunistiske Partis inderkreds og blev valgt ind i Danmarks Kommunistiske Ungdoms hovedbestyrelse i 1939. Han blev 1935 sendt på et flerårigt, politisk skolingsophold i Moskva i Sovjetunionen. Fra 1939 til 1990 var han medlem af DKP's centralkomite.
I marts 1937 tog Fuglsang til Spanien for at deltage i Den Spanske Borgerkrig, hvor han blev udnævnt til løjtnant i 11. Internationale Brigade.
Efter et fejlslagent angreb ved Brunete i juli 1937 blev han yderligere forfremmet til kaptajn og fik opgaven som politkommissær med ansvar for ideologisk udvikling blandt soldaterne. Det blev der hurtigt brug for, da moralen efter Brunete-offensiven ikke var den bedste, og officererne begyndte at skyde deres egne soldater. Fuglsangs opgave var her at glatte ud og forklare de frivillige, at det var nødvendigt.
Fuglsang blev såret under kampene i Aragonien i august 1937 og kom aldrig tilbage til fronten. Han vendte tilbage til Danmark i foråret 1938.
I 1941 blev han arresteret af dansk politi for overtrædelse af kommunistloven, der forbød Danmarks Kommunistiske Parti og blev indsat i Horserødlejren under dansk bevogtning. I 1943 deporteredes han sammen med 149 andre kommunister til koncentrationslejren Stutthof ved Danzig i Tyskland, men overlevede og kom via Moskva hjem til Danmark, hvor han blev medlem af Folketinget for DKP i flere omgange, i alt i 18 år. Villy Fuglsang var flere gange på tale som formand for DKP, men afviste blankt.
For venstrefløjen blev han en levende legende og var frisk og aktiv lige til det sidste. Han var til sin død aktiv med foredrag og skrev flere bøger.